# Asteroschema elongatum
Asteroschema elongatum är en ormstjärneart som beskrevs av Jean Baptiste François René Koehler 1914. Asteroschema elongatum ingår i släktet Asteroschema och familjen Asteroschematidae. Inga underarter finns listade i Catalogue of Life.